# Rutronik Stars Keltern II
Rutronik Stars Keltern II (RSK II) ist ein in der 2. Damen-Basketball-Bundesliga spielendes Basketballteam aus Keltern und dem württembergischen Ludwigsburg. Die Mannschaft spielte bis 2006 in der Damen-Basketball-Bundesliga, in die man im Jahre 2004 unter dem Namen Marstallcenter Ludwigsburg aufgestiegen war.
Stammverein war die BSG Ludwigsburg, in der Jugend, sowie die Regionalliga Herren spielen.